# Stephen Graham
Stephen Graham (født 3. august 1973) er en engelsk skuespiller. Han er blandt andet kendt for sine roller som Andrew "Combo" Gascoigne i filmen This Is England, som Scrum i Pirates of the Caribbean: I ukendt farvand, Al Capone i den store TV-serie Boardwalk Empire og som Jamies far Eddie Miller i Adolescence.

## Filmografi

### Film
| År   | Titel                                            | Rolle                             | Noter                                      |
| ---- | ------------------------------------------------ | --------------------------------- | ------------------------------------------ |
| 1990 | Dancin' Thru the Dark                            | Football Kid                      |                                            |
| 1991 | Blonde Fist                                      | Son                               |                                            |
| 1997 | Downtime                                         | Jacko                             |                                            |
| 1998 | Joint Venture                                    | Ace                               | Short film                                 |
| 2000 | Snatch                                           | Tommy                             |                                            |
| 2001 | Blow Dry                                         | Photographer                      |                                            |
| 2001 | The Last Minute                                  | DJ Banana                         |                                            |
| 2002 | Revengers Tragedy                                | Officer                           |                                            |
| 2002 | Gangs of New York                                | Shang                             |                                            |
| 2003 | American Cousins                                 | Henry                             |                                            |
| 2003 | Without You                                      | Billy                             | Short film                                 |
| 2004 | The I Inside                                     | Travis                            |                                            |
| 2005 | Pit Fighter                                      | Harry                             |                                            |
| 2005 | Goal!                                            | Des                               |                                            |
| 2006 | Scummy Man                                       | George                            | Short film                                 |
| 2006 | This Is England                                  | Andrew "Combo" Gascoigne          |                                            |
| 2007 | The Good Night                                   | Victor                            |                                            |
| 2008 | Filth and Wisdom                                 | Harry Beecham                     |                                            |
| 2008 | The Crew                                         | Franner                           |                                            |
| 2008 | Inkheart                                         | Fulvio                            |                                            |
| 2009 | The Devil's Wedding                              | The Hotelier                      | Short film                                 |
| 2009 | Awaydays                                         | Godden                            |                                            |
| 2009 | The Damned United                                | Billy Bremner                     |                                            |
| 2009 | Doghouse                                         | Vince                             |                                            |
| 2009 | Public Enemies                                   | Baby Face Nelson                  |                                            |
| 2010 | London Boulevard                                 | Danny                             |                                            |
| 2010 | Season of the Witch                              | Hagamar                           |                                            |
| 2011 | Pirates of the Caribbean: On Stranger Tides      | Scrum                             |                                            |
| 2011 | Texas Killing Fields                             | Rhino                             |                                            |
| 2011 | Tinker Tailor Soldier Spy                        | Jerry Westerby                    |                                            |
| 2011 | Being Eileen                                     | Pete Lewis                        |                                            |
| 2012 | Best Laid Plans                                  | Danny                             |                                            |
| 2012 | Blood                                            | Chrissie Fairburn                 |                                            |
| 2014 | Get Santa                                        | Barber                            |                                            |
| 2014 | Hyena                                            | David Knight                      |                                            |
| 2015 | A Patch of Fog                                   | Robert Green                      |                                            |
| 2015 | Orthodox                                         | Benjamin                          | Executive producer                         |
| 2017 | Pirates of the Caribbean: Dead Men Tell No Tales | Scrum                             |                                            |
| 2017 | Film Stars Don't Die in Liverpool                | Joe Turner Jr.                    |                                            |
| 2017 | Journey's End                                    | Trotter                           |                                            |
| 2017 | Funny Cow                                        | Mike                              |                                            |
| 2017 | Being Keegan                                     | Jay                               | Short film                                 |
| 2017 | The Man with the Iron Heart                      | Heinrich Himmler                  |                                            |
| 2018 | Yardie                                           | Rico                              |                                            |
| 2018 | Walk like a Panther                              | Mark Bolton                       |                                            |
| 2019 | Hellboy                                          | Gruagach                          | Voice                                      |
| 2019 | Rocketman                                        | Dick James                        |                                            |
| 2019 | The Irishman                                     | Anthony "Tony Pro" Provenzano     |                                            |
| 2019 | Boiling Point                                    | Chef                              | Short film, adapted into a feature in 2021 |
| 2019 | Pop                                              | Pop                               |                                            |
| 2020 | Greyhound                                        | Lieutenant Commander Charlie Cole |                                            |
| 2021 | Venom: Let There Be Carnage                      | Patrick Mulligan                  |                                            |
| 2021 | Boiling Point                                    | Andy Jones                        |                                            |
| 2022 | Matilda the Musical                              | Mr. Wormwood                      |                                            |
| 2024 | Young Woman and the Sea                          |                                   | Post-production                            |
| TBA  | Blitz                                            |                                   | Post-production                            |
| TBA  | Modì                                             | Léopold Zborowski                 | Post-production                            |

### Tv
| År        | Titel                             | Rolle                               | Noter                                   |
| --------- | --------------------------------- | ----------------------------------- | --------------------------------------- |
| 1990      | Children's Ward                   | Mickey Bell                         | 2 episodes                              |
| 1993      | Heartbeat                         | Barry Ward                          | Episode: "Riders of the Storm"          |
| 1996      | Devil's Food                      | WPKV News Director                  | Television film                         |
| 1997      | The Lakes                         | Graham                              | Episode #1.1                            |
| 1998      | Brothers and Sisters              | Andrew                              |                                         |
| 1998      | Where the Heart Is                | Nick Bowen                          | Episode: "Darkness Follows"             |
| 1998      | Liverpool 1                       | Thewlis                             | 2 episodes                              |
| 1998      | The Jump                          | Peter McNulty                       | 2 episodes                              |
| 1998–2002 | The Bill                          | Jezzo / Jason Barrett               | 3 episodes                              |
| 1999      | Coronation Street                 | Lee Sankey                          | 5 episodes                              |
| 2000      | Forgive and Forget                | John                                | Television film                         |
| 2001      | Band of Brothers                  | Sgt. Myron "Mike" Ranney            | 2 episodes                              |
| 2002      | Flesh and Blood                   | Eddie                               | Television film                         |
| 2004      | Top Buzzer                        | Lee                                 | 10 episodes                             |
| 2005      | M.I.T.: Murder Investigation Team | Jason Phelps                        | Episode #2.3                            |
| 2005      | Last Rights                       | Steve                               | Miniseries                              |
| 2005      | Empire                            | Bazzer                              | Miniseries                              |
| 2006–2007 | The Innocence Project             | Andrew Lucas                        | 6 episodes                              |
| 2008      | The Passion                       | Barabbas                            | 3 episodes                              |
| 2008      | Occupation                        | Danny Ferguson                      | 3 episodes                              |
| 2008      | The Street                        | Shay Ryan                           | 2 episodes                              |
| 2010      | This Is England '86               | Andrew "Combo" Gascoigne            | 2 episodes                              |
| 2010–2014 | Boardwalk Empire                  | Al Capone                           | 36 episodes                             |
| 2011      | This Is England '88               | Andrew "Combo" Gascoigne            | 2 episodes                              |
| 2011      | Walk like a Panther               | Mark Bolton                         | Episode #1.1                            |
| 2012      | Accused                           | Tony                                | Episode: "Tracie's Story"               |
| 2012      | Parade's End                      | Vincent Macmaster                   | 5 episodes                              |
| 2012      | Good Cop                          | Noel Finch                          | 1 episode                               |
| 2013      | Playhouse Presents                | Len                                 | Episode: "The Call Out"                 |
| 2015      | This Is England '90               | Andrew "Combo" Gascoigne            | 3 episodes                              |
| 2016      | The Secret Agent                  | Chief Inspector Heat                | 3 episodes                              |
| 2016      | The Watchman                      | Carl                                | Television film                         |
| 2017      | Decline and Fall                  | Philbrick                           | 3 episodes                              |
| 2017      | Taboo                             | Atticus                             | 8 episodes                              |
| 2017      | Little Boy Blue                   | Detective Superintendent Dave Kelly | 4 episodes                              |
| 2018      | Action Team                       | Gavril                              | Episode: "Mind Games"                   |
| 2018–2020 | Save Me                           | Fabio "Melon" Melonzola             | Main role                               |
| 2019      | Line of Duty                      | John Corbett                        | Series 5, Main Role                     |
| 2019      | The Virtues                       | Joseph                              | 4 episodes                              |
| 2019      | A Christmas Carol                 | Jacob Marley                        | Miniseries                              |
| 2020      | White House Farm                  | DCI Taff Jones                      | 6 episodes                              |
| 2020–2022 | Code 404                          | DI Roy Carver                       | Main role                               |
| 2021      | Time                              | Eric McNally                        | Three-part drama                        |
| 2021      | The North Water                   | Captain Brownlee                    | Miniseries                              |
| 2021      | Help                              | Tony                                | Television film                         |
| 2022      | Peaky Blinders                    | Hayden Stagg                        | Series 6; 2 episodes                    |
| 2022      | The Walk-In                       | Matthew Collins                     | Main role                               |
| 2023      | Boiling Point                     | Andy                                | BBC Television sequel series            |
| 2023      | Bodies                            | Elias Mannix                        | Hovedrolle                              |
| TBA       | A Thousand Blows                  | Sugar Goodson                       | Disney+ series; also executive producer |

### Musikvideoer
| År   | Titel                          | Kunstner                           |
| ---- | ------------------------------ | ---------------------------------- |
| 1999 | "Turn"                         | Travis                             |
| 2006 | "When the Sun Goes Down"       | Arctic Monkeys                     |
| 2007 | "Fluorescent Adolescent"       | Arctic Monkeys                     |
| 2008 | "I Remember"                   | Deadmau5 ft. Kaskade               |
| 2008 | "Soul Vampire"                 | The Virginmarys                    |
| 2010 | "Unloveable"                   | Babybird                           |
| 2017 | "You're in Love with a Psycho" | Kasabian                           |
| 2017 | "I Adore You"                  | Goldie                             |
| 2019 | "Wandering Star"               | Noel Gallagher's High Flying Birds |
| 2021 | "Spit of You"                  | Sam Fender                         |